# 921 (szám)
A 921 (római számmal: CMXXI) egy természetes szám, félprím, a 3 és a 307 szorzata.

## A szám a matematikában
A tízes számrendszerbeli 921-es a kettes számrendszerben 1110011001, a nyolcas számrendszerben 1631, a tizenhatos számrendszerben 399 alakban írható fel.
A 921 páratlan szám, összetett szám, azon belül félprím, kanonikus alakban a 31 · 3071 szorzattal, normálalakban a 9,21 · 102 szorzattal írható fel. Négy osztója van a természetes számok halmazán, ezek növekvő sorrendben: 1, 3, 307 és 921.
A 921 négyzete 848 241, köbe 781 229 961, négyzetgyöke 30,34798, köbgyöke 9,72941, reciproka 0,0010858. A 921 egység sugarú kör kerülete 5786,81367 egység, területe 2 664 827,694 területegység; a 921 egység sugarú gömb térfogata 3 272 408 408,3 térfogategység.